# Heinz Peschke
Heinz Peschke (* 29. Dezember 1936 in Annaburg, Provinz Sachsen; † 30. März 2018) war ein deutscher Agrarwissenschaftler und Professor für Pflanzenernährung.

## Leben und Wirken
Heinz Peschke wurde in Annaburg im Kreis Torgau der preußischen Provinz Sachsen als Sohn eines Landwirts geboren. Er schloss in seinem elterlichen Betrieb eine Lehre als Landwirtschaftsgehilfe ab, besuchte die landwirtschaftliche Fachschule in Zschortau mit dem Abschluss als staatlich geprüfter Landwirt und arbeitete 1956 bis 1958 als Agronom in der Prignitz. Es folgte ab 1958 das Studium an der Landwirtschaftlich-Gärtnerischen Fakultät der Humboldt-Universität zu Berlin (HUB), das er 1962 als Diplomlandwirt beendete. Danach arbeitete er zwei Jahre in der Landwirtschaftsverwaltung des Kreises Zossen und im Lehr- und Versuchsgut Lietzen, Kreis Seelow/Mark.
1964 wurde Peschke Assistent am Institut für Bodenkunde und Pflanzenernährung der HUB, promovierte 1968 bei W. Hähnel (1910–1980) zum Dr. agr., habilitierte sich 1974 – inzwischen Oberassistent in seinem Wissenschaftsbereich der Sektion Pflanzenproduktion – mit einer Promotion B für sein Fachgebiet und erhielt die Facultas Docendi für Pflanzenernährung. 1987 erfolgte die Berufung als außerordentlicher Professor für Pflanzenernährung und 1991 – nach der politischen Wende – als Universitätsprofessor für Pflanzenernährung und Düngung. Ab 1992 leitete Peschke als geschäftsführender Direktor das Institut für Bodenfruchtbarkeit und Landeskultur und nach der Neugründung der Landwirtschaftlich-Gärtnerischen Fakultät ab 1994 bis 31. März 2002 als Fachgebietsleiter Pflanzenernährung auch das Institut für Pflanzenbauwissenschaften.

## Würdigung
Peschke war aktiv in Forschung und Lehre tätig und leitete mehrere überwiegend durch die Deutsche Forschungsgesellschaft (DFG) finanzierte Forschungsprojekte zur Pflanzenernährung und Düngung. Er arbeitete sehr intensiv an der 15N -Isotopenforschung für den Nachweis der Transportwege des Stickstoffs im Boden und der Pflanze. Intensiver Kontakt sowohl zur landwirtschaftlichen Praxis als auch zu in- und ausländischen Wissenschaftskollegen war ihm wichtig. Er war Autor von mehreren Lehrbüchern für das Hochschulstudium sowie Verfasser und Koautor von über 200 wissenschaftlichen Publikationen und arbeitete in zahlreichen wissenschaftlichen Gesellschaften und fachbezogenen Arbeitsgruppen, wie dem Verein zur Förderung einer umweltschonenden Düngung in Brandenburg, mit. Zahlreiche junge Wissenschaftler promovierten beim ihm.

## Auszeichnungen
- Ehrenpromotion zum Dr. h. c. durch die Universität Debrecen (Ungarn).
- Ehrenmitglied des Vereins zur Förderung einer umweltschonenden Düngung in Brandenburg e. V., Schwedt.

## Publikationen
- Zur Dynamik der Bodenstruktur eines Oderbruchstandortes : Unter besonderer Berücksichtigung des Einflusses unterschiedlicher Stickstoffdüngung. Diss. Landw.-Gärtn. Fak. der Humboldt-Univ. Berlin, 1968, 116 Bl.
- Einfluss des Flüssigmulchens mit synthetischen Bodenverbesserungsmitteln auf einige Bodeneigenschaften und den Ertrag sowie die Qualität von Gemüse und Zierpflanzen. Mit H. Benkenstein. Diss. B (Hab.-Schr.).
- Grundlagen der Pflanzenproduktion. Lehrbriefe für das Hochschulstudium, 1971–87, 5 Auflagen.
- Pflanzenernährung und Düngung. Mitautor, 2 Teile, bis 2000 4 Auflagen.
- Landwirtschaftliche und gärtnerische Düngung : Arbeitsblätter, Leipzig 1980, 1985, 1990.
- Bestimmung und Qualitätseinstufung organischer Dünger : Lehrmaterial, Leipzig 1987.
- 12 Thesen zur Verbesserung der Nährstoffversorgung Brandenburger Böden (Mitautor), Schwedt 2015.